# Gerrit Nijhuis
Gerrit Nijhuis (Groningen, 26 mei 1860 - Renkum, 31 augustus 1940) was een Nederlandse architect, die vooral werkzaam was in de provincie Groningen. Nijhuis was samen met Karel Reker de grondlegger van het architectenbureau Nijhuis-Reker te Groningen.
Gerrit Nijhuis maakte onder meer het jugendstil-ontwerp voor het kantoor van het Nieuwsblad van het Noorden (1903) aan het Gedempte Zuiderdiep in Groningen. Hij was als vrijmetselaar lid van de loge L'Union Provinciale, waarvoor hij samen met de Groninger architecten J.A. Mulock Houwer en N.W. Lit het Logegebouw der Vrijmetselaren aan de Turfsingel in Groningen ontwierp.

## Afbeeldingen

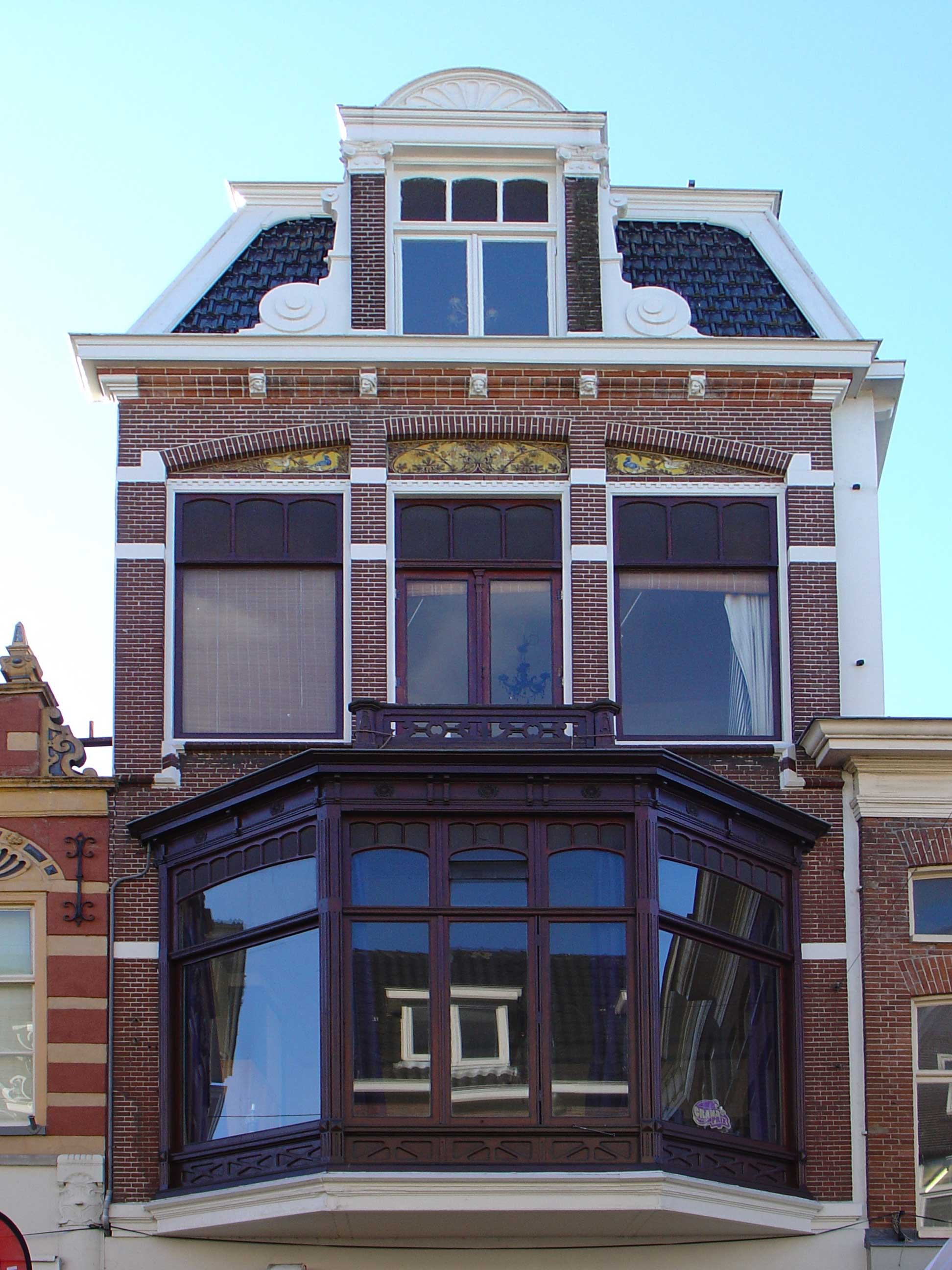
Gevel (1900) van een winkelpand in Groningen (2009)
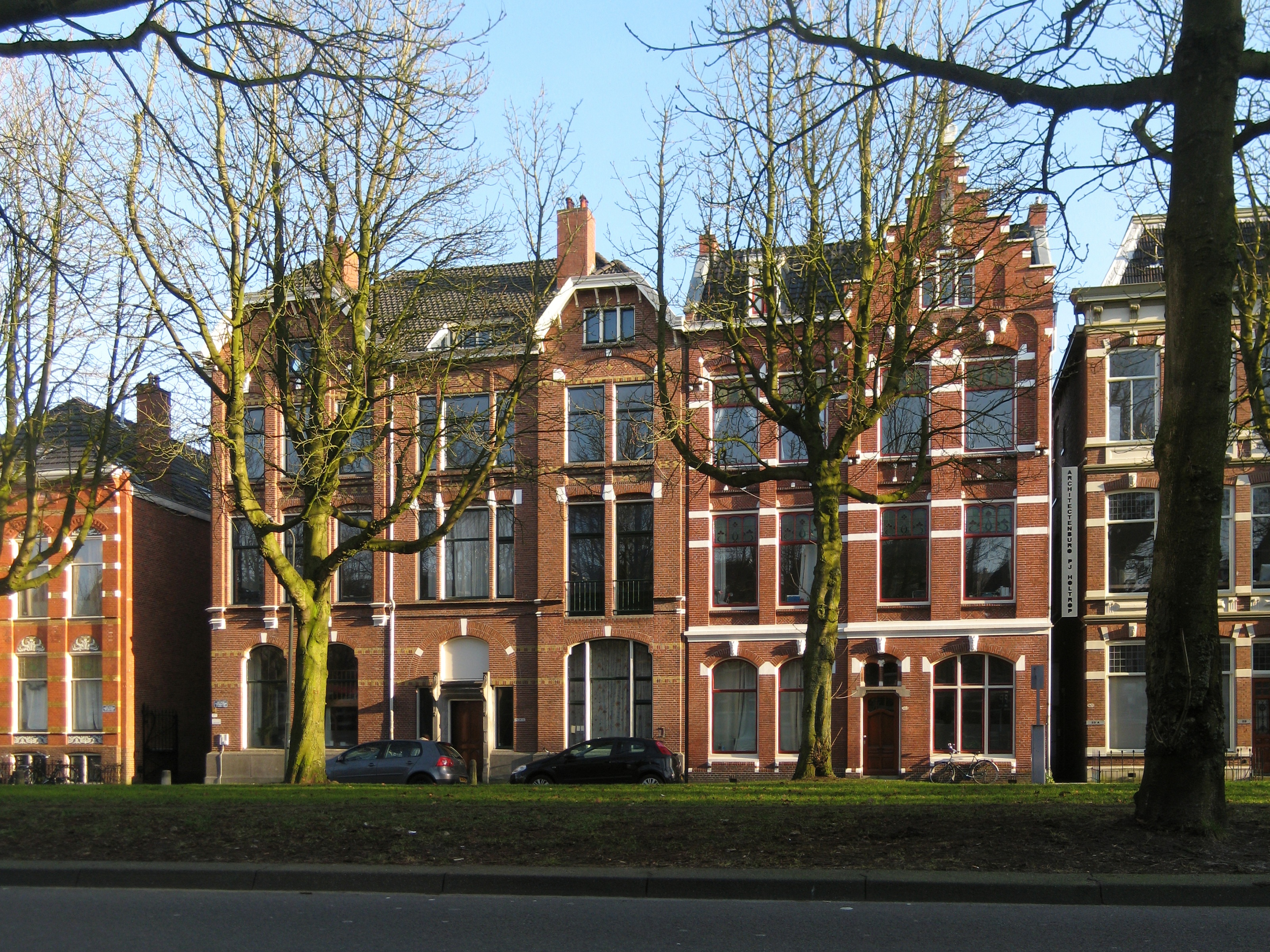
Het pand Radesingel 25 (rechts) in Groningen, Nijhuis' rond 1900 naar eigen ontwerp gebouwde woning annex kantoor (2013)
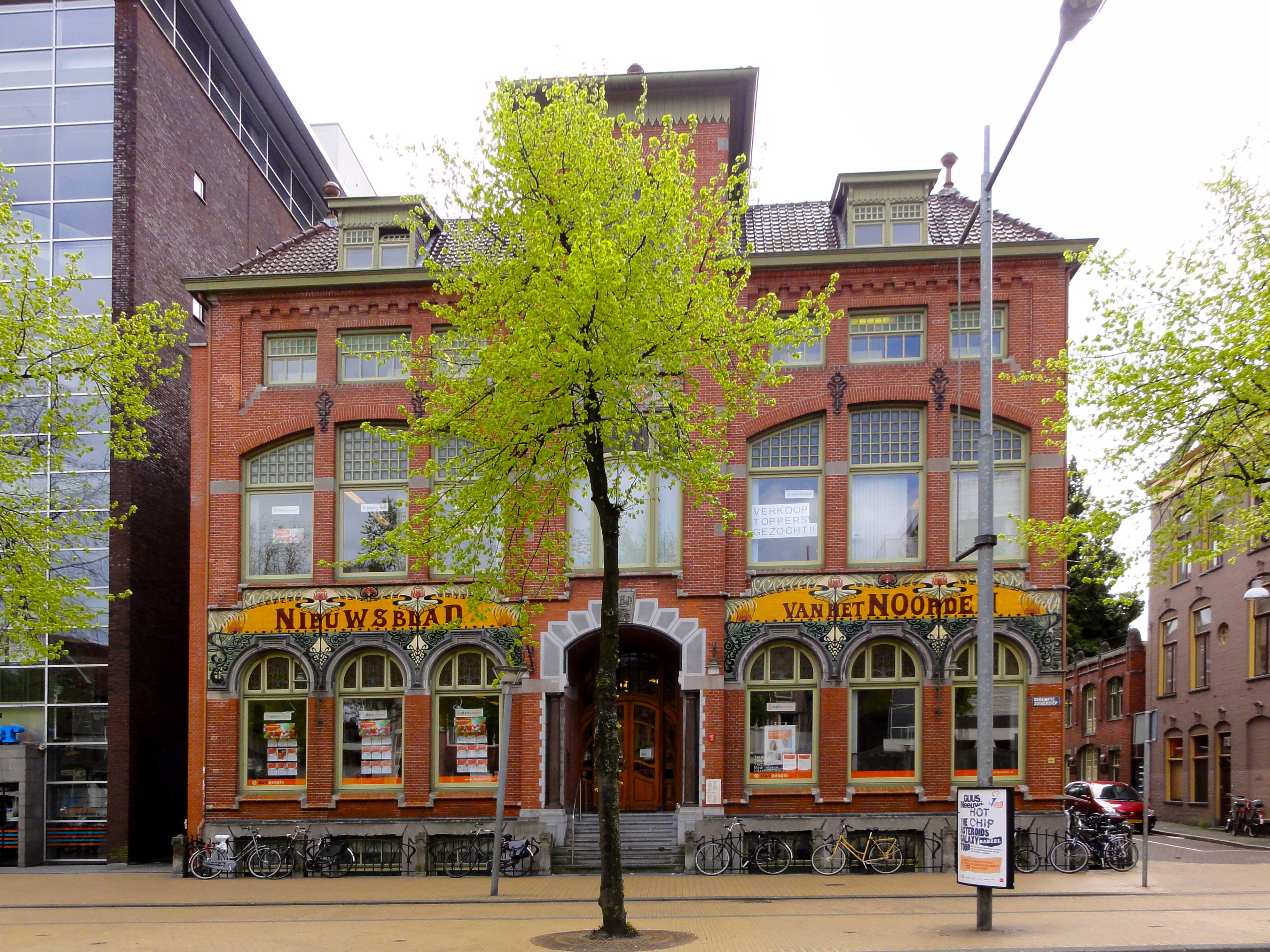
Kantoor (1903) van het Nieuwsblad van het Noorden in Groningen (2010)
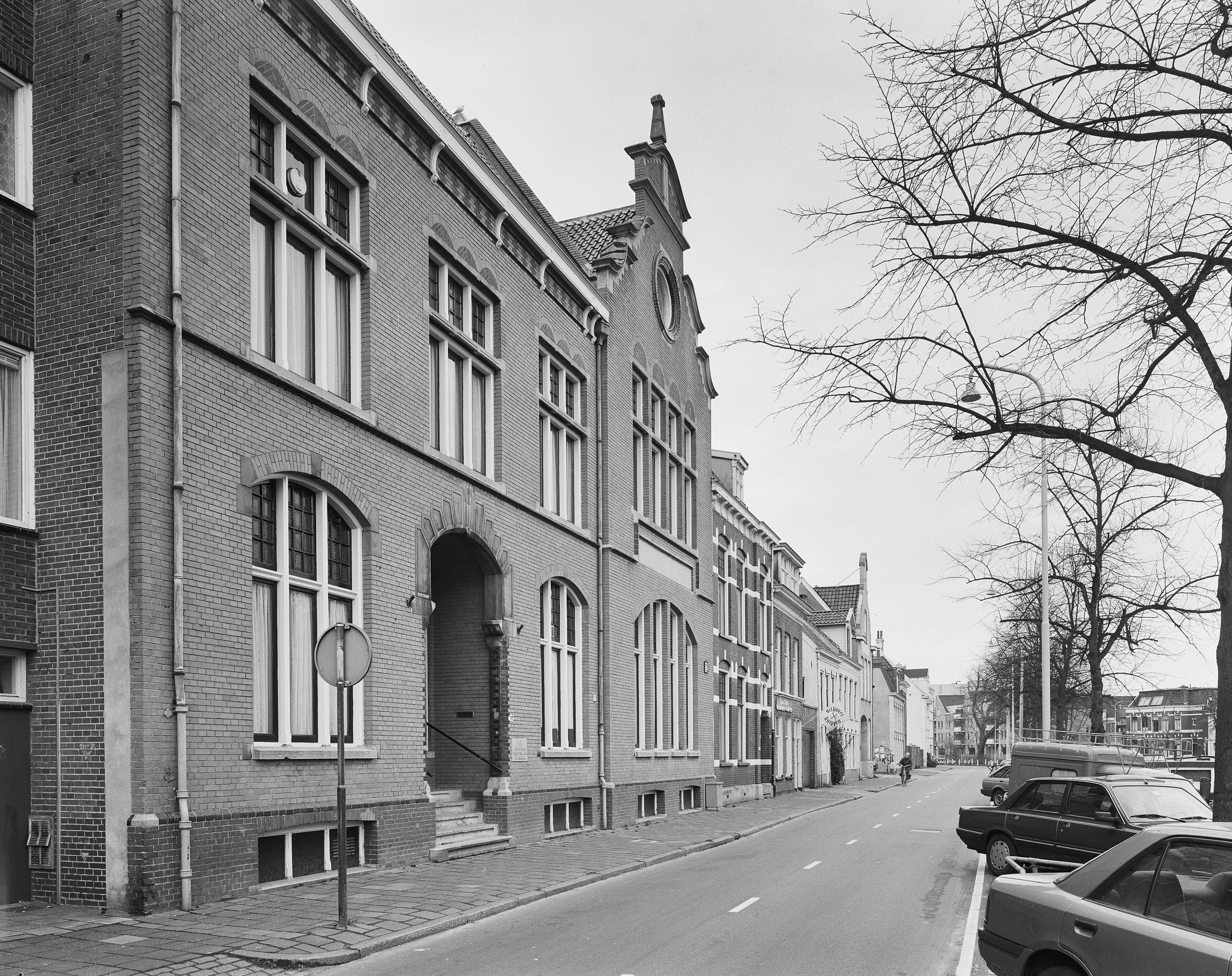
Het (gesloopte) Logegebouw van de loge L'Union Provinciale (1905) in Groningen (1990)
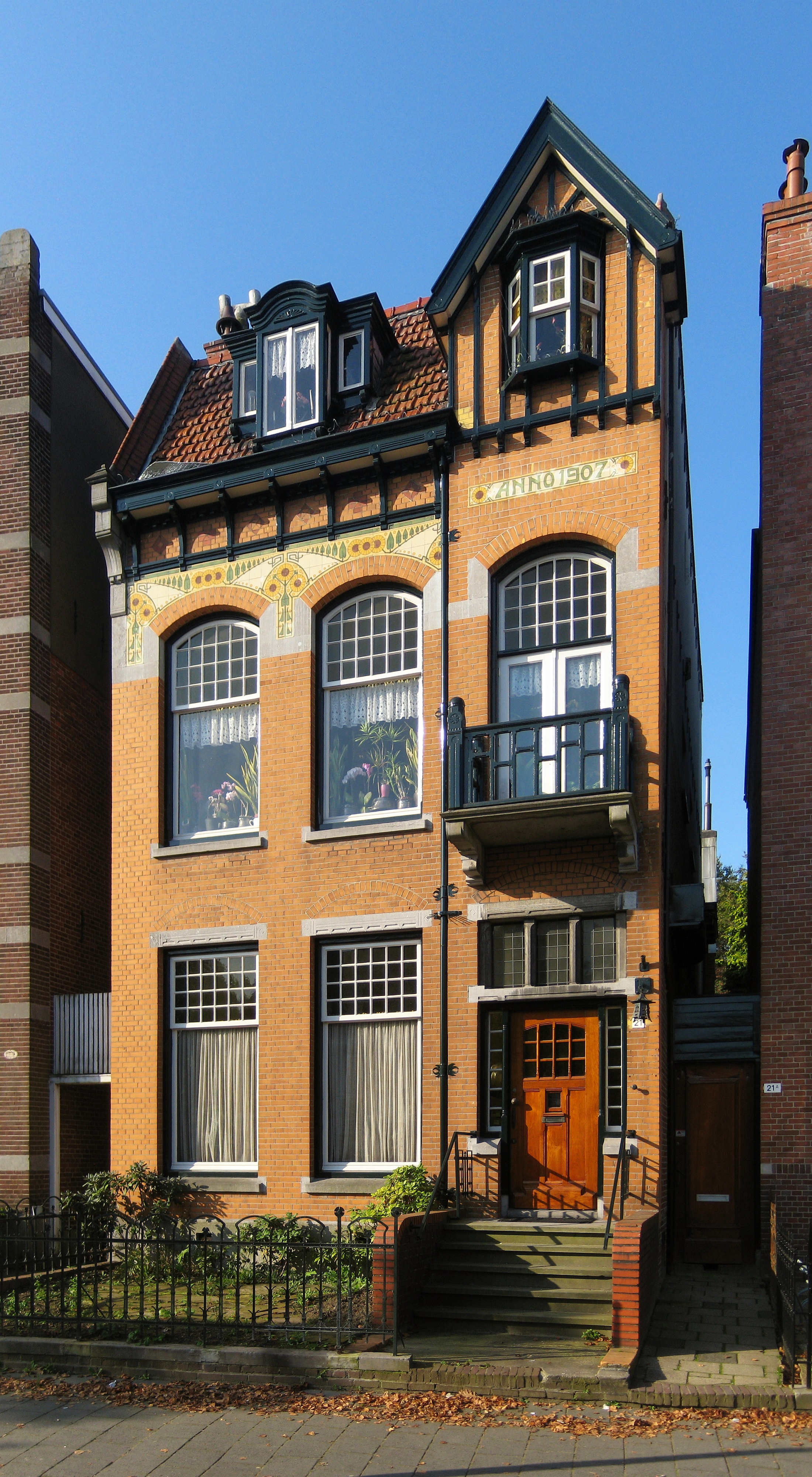
Herenhuis (1907) aan de Verlengde Hereweg in Groningen (2011)
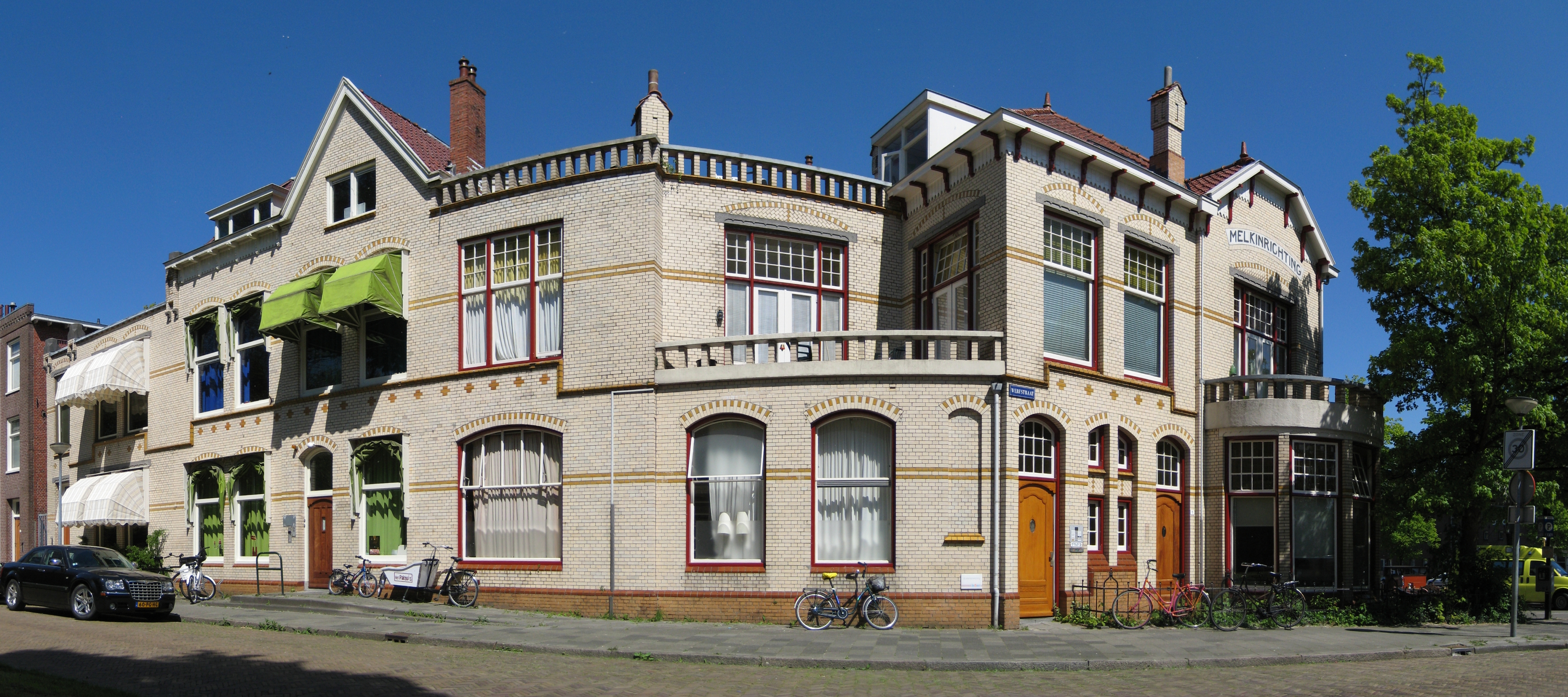
De voormalige Coöperatieve Stoomzuivelfabriek en Melkinrichting 'Stad en Lande'  (1909) in Groningen (2010)
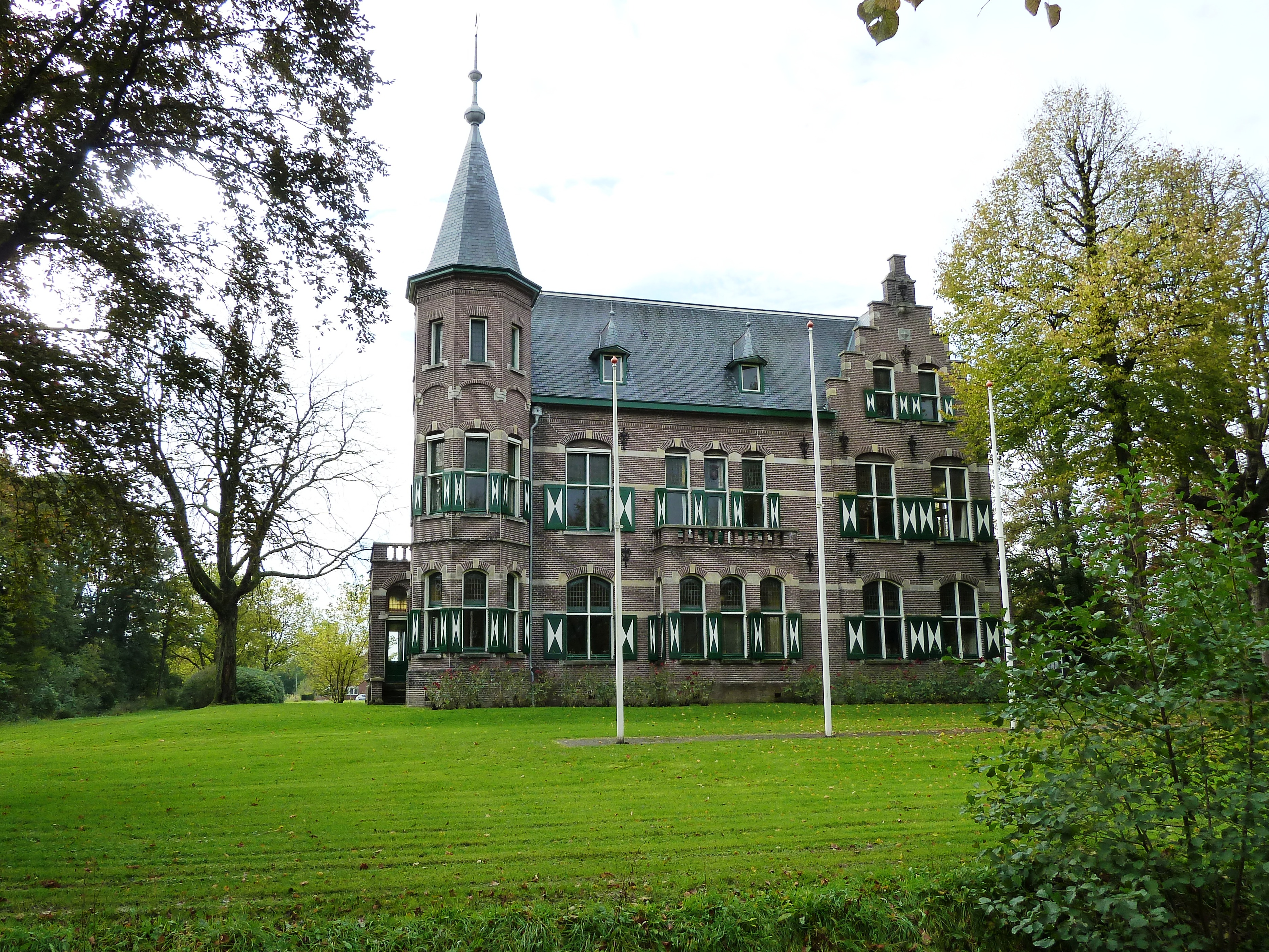
Notariswoning van Cornelis de Ranitz (1911) in Winsum. Sinds 1942 gemeentehuis. (2010)
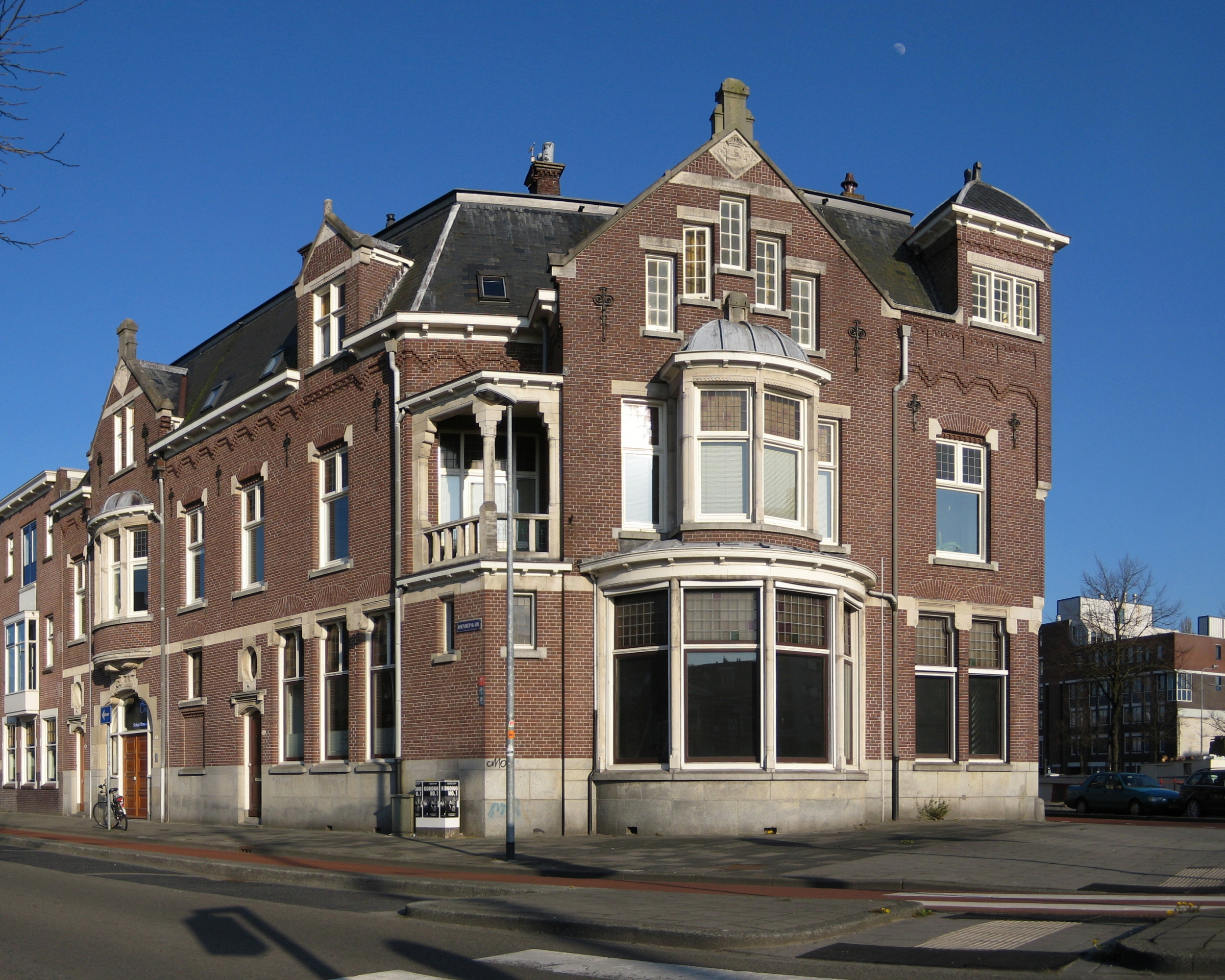
Kantoor van de Groninger Lemmer Stoombootmaatschappij (1912) in Groningen, ontworpen samen met A.Th. van Elmpt (2010)
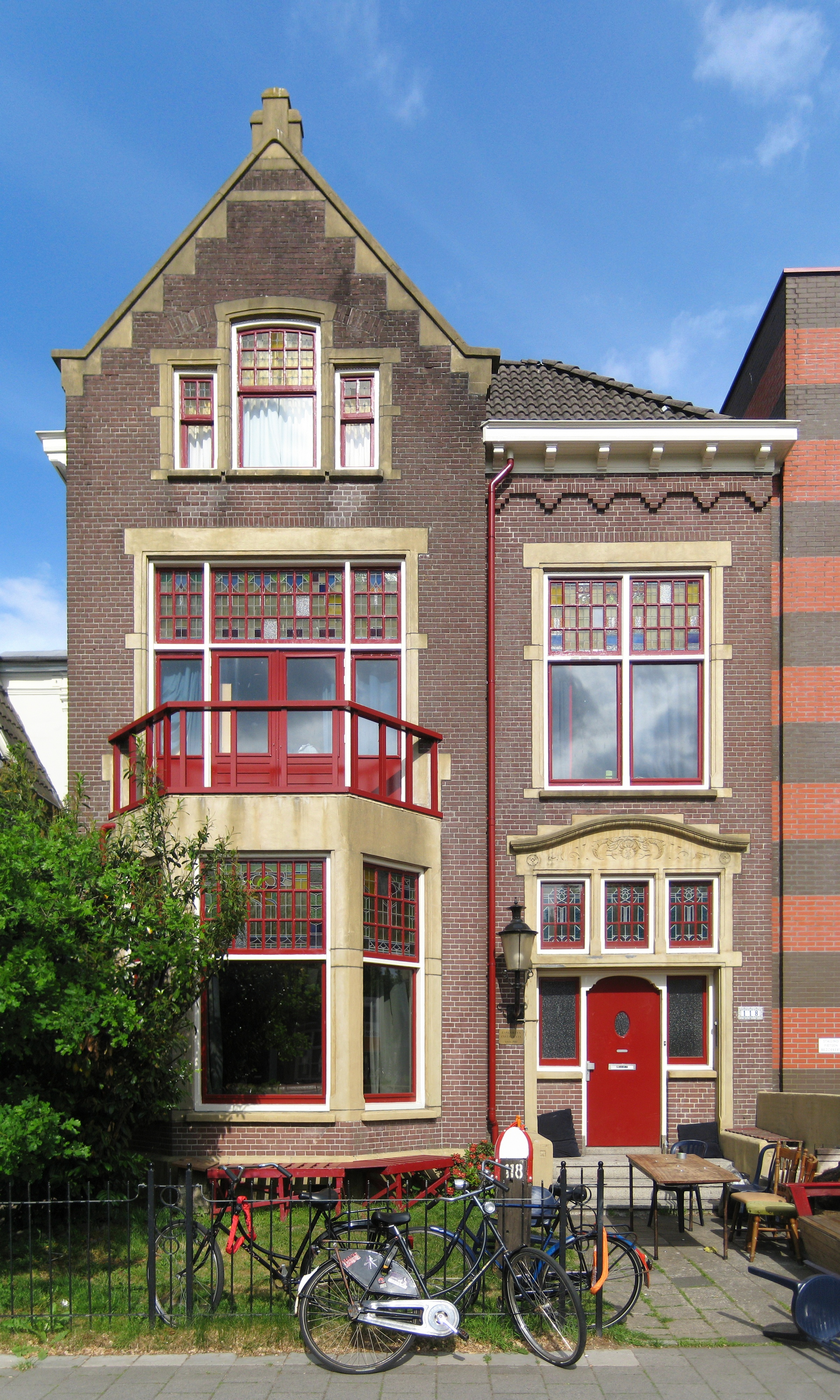
Herenhuis (1914) in Groningen (2011)
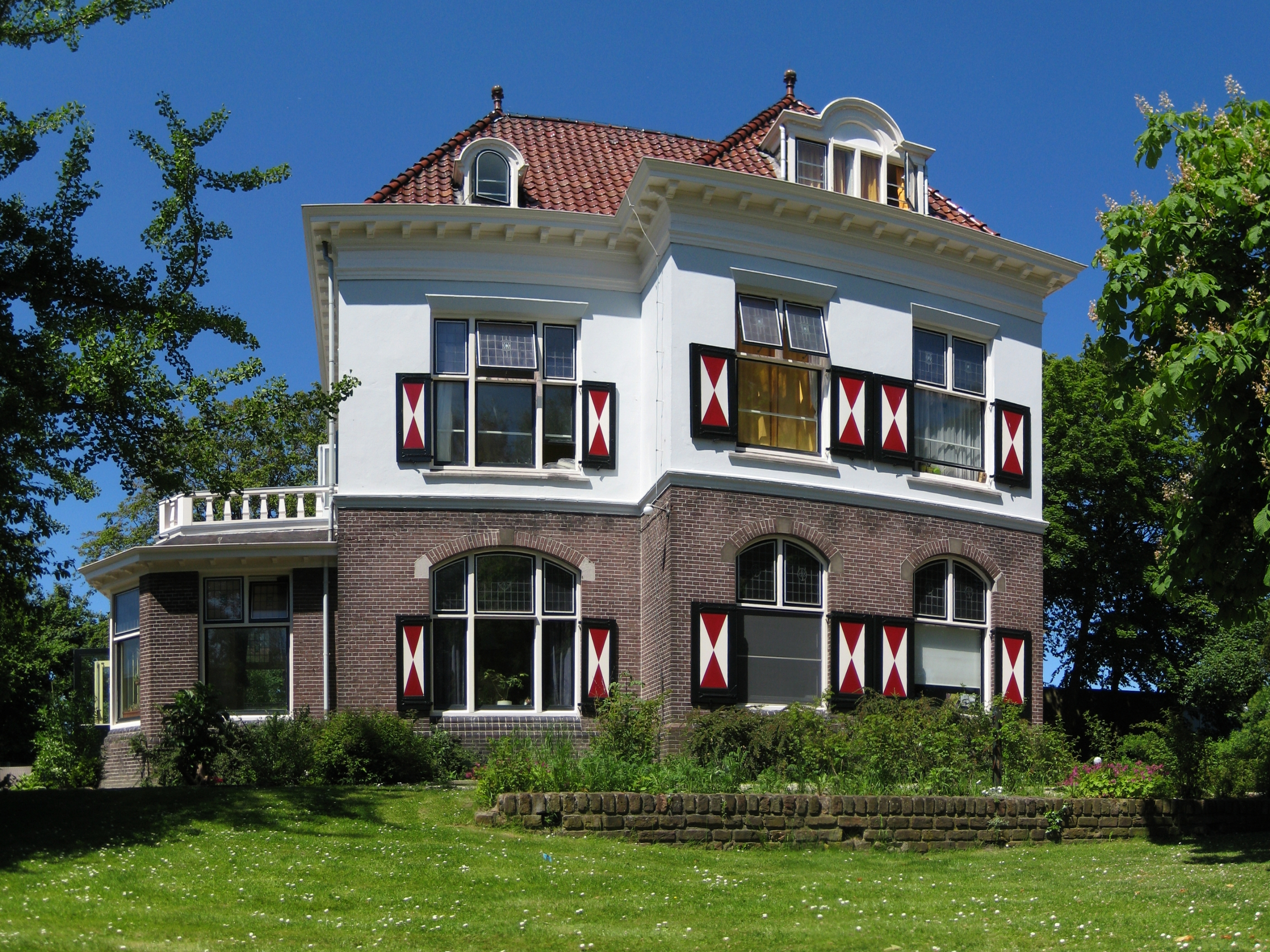
Villa (1915) in Groningen (2010)